# Mediimorda maceki
Mediimorda maceki es una especie de coleóptero de la familia Mordellidae.

## Distribución geográfica
Habita en Irak.